# Estação São Francisco (Alagoinhas)
A Estação Ferroviária São Francisco ou simplesmente Estação São Francisco é uma das estações que atualmente realiza o transporte de carga operados pela Ferrovia Centro-Atlântica S.A. (FCA).

## História
A estação foi inaugurada em 18 de novembro de 1880 pela Bahia and San Francisco Railway Company para ser uma das estações que formavam a Estrada de Ferro da Bahia ao São Francisco, sendo esta estação ferroviária uma ponta da linha da referida estrada de ferro. Após a sua implantação, decidiu-se colocar a saída dos trilhos para a linha do Prolongamento, como era denominada a linha férrea para Juazeiro. 
Esta estação foi construída com material importado da Inglaterra, porém, de acordo com a arquiteta Taianne Biset P. Maia, os seus tijolos eram prensados e fabricados na Olaria Periperi, uma olaria brasileira, conforme o registro do emblema "Clayton & Co's. Patent" estampado nas faces desses tijolos.
A partir da década de 1930, ela passou a ser operada pela estatal Viação Férrea Federal Leste Brasileiro, especialmente em 1935, quando veio a ser ampliada. 
Além dos trens cargueiros, a Estação São Francisco atendia ao transporte ferroviário de passageiros até 1989, quando este uso foi desativado, principalmente por fatores associados à forte concorrência rodoviária e à precariedade na prestação dos serviços oferecidos à população, em razão do sucateamento do transporte ferroviário pelo estado brasileiro.
Em 1991, ocorreu o tombamento pelo Instituto do Patrimônio Artístico e Cultural da Bahia (IPAC) do prédio da estação que passou a ser reconhecido como patrimônio cultural material, conforme o processo de tombamento nº 002/1991, que tramitou naquele órgão de proteção cultural.
Desde 1996, com a privatização da Rede Ferroviária Federal (RFFSA), a sua malha ferroviária passou a ser administrada pela concessionária Ferrovia Centro-Atlântica S.A., empresa que em 2011 veio a ser adquirida pela VLI Multimodal S.A., sendo a esta empresa a entidade atualmente responsável pela estação e pela malha ferroviária que está conectada com ela.
Em 2010, o Instituto do Patrimônio Histórico e Artístico Nacional (IPHAN) também passou a reconhecer o edifício que abriga a Estação Ferroviária São Francisco como patrimônio cultural material, conforme a Portaria IPHAN nº 407, editada naquele ano.

## Linhas e ramais
A Estação São Francisco é uma das estações que forma a Linha-tronco, linha que saía da Estação Calçada em Salvador até a cidade de Alagoinhas, a Linha Norte, linha que conectava Alagoinhas (Bahia) até Propriá (Sergipe), e também era a estação que servia como ponto de partida da Linha Centro, linha que saía de Alagoinhas até chegar em Senhor do Bonfim.
Esta estação está interligada com as seguintes ferrovias:
- EF-101: liga Alagoinhas à Salvador (BA);
- EF-430: liga Alagoinhas à Juazeiro (BA).